# لي فليتشير
لي فليتشير (بالإنجليزية: Lee Fletcher) هو صحفي أمريكي، ولد في 29 أبريل 1966 في مونرو في الولايات المتحدة، وتوفي في 30 سبتمبر 2009.